# Union des droites
Ne doit pas être confondu avec Union de la droite.
Pour le groupe parlementaire français de la IIIe République, voir Union des droites (groupe parlementaire).
 (février 2022).
Si vous disposez d'ouvrages ou d'articles de référence ou si vous connaissez des sites web de qualité traitant du thème abordé ici, merci de compléter l'article en donnant les références utiles à sa vérifiabilité et en les liant à la section « Notes et références ».
 (juin 2023).
L'union des droites est un mouvement informel militant pour le rassemblement des différents courants et traditions philosophiques de la droite française. Il s'agit schématiquement, selon les typologies avancées par René Rémond, des droites légitimiste (contre-révolutionnaire), orléaniste (libérale) et bonapartiste (césarienne). Dans la vie politique contemporaine, l'idée d'union des droites vise à réunir les familles politiques du parti Les Républicains, du Rassemblement national et de Reconquête.

## Historique

### Troisième République
Sous la Troisième République, l'Union des droites est le nom d'un groupe parlementaire réunissant la moitié monarchistes légitimistes, orléanistes et bonapartistes à la Chambre des députés au lendemain des élections de 1877. La soixantaine de royalistes qui refusent l'union forment l'Union royaliste tandis que le dernier carré des bonapartistes — 30 parlementaires environ — reste dans l'Appel au peuple.
L'essai de l'union des droites par le mélinisme est de courte durée, étant mis en échec par les conséquences politiques de l'affaire Dreyfus.
Après la victoire du Front populaire, le Front de la liberté tente en 1937 constituer une union des droites pour s'opposer au rassemblement des partis marxistes, mais le Parti social français refuse d'y participer, craignant une instrumentalisation du mouvement au profit de Jacques Doriot et ses proches.
L'historien Gilles Richard a monté que l'union des droites a toujours été recherchée sur le temps long mais rarement réalisée : de la Fédération républicaine (créée en 1903) à l'UMP au début du XXIe siècle, en passant par le Parti social français, le Centre national des indépendants et paysans (CNIP) et les mouvements gaullistes, la volonté de bâtir un grand parti conservateur à l’anglo-saxonne a toujours été une ambition de la plupart des leaders de la droite française.
À ce titre, Gilles Richard souligne l’importance du CNIP, fondé en 1949 par Roger Duchet et René Coty, aujourd’hui largement méconnu et sous-estimé, occulté par la place prédominante prise par le gaullisme. D’une part, parce que le CNIP fut le premier parti de France au milieu des années 1950 et proche de réaliser l’union des droites derrière Antoine Pinay. D’autre part, parce que ce parti accueillit des dirigeants importants, comme Jean-Marie Le Pen, élu député de la Seine en 1958 sous l’étiquette CNIP et futur fondateur du Front national. Aussi, le parti de Valéry Giscard d’Estaing, les Républicains indépendants, est issu d’une scission du CNIP en 1962 et deviendra par la suite l'UDF, elle-même en partie absorbée par l'UMP en 2002 puis dissoute dans le MoDem en 2007.

### Cinquième République
- Si vous ne connaissez pas le sujet, laissez ce bandeau (vous pouvez alors contacter les auteurs).
- Si vous supprimez le contenu mis en cause (vous pouvez préalablement contacter les auteurs),

argumentez précisément cette suppression dans la page de discussion
(un manque de référence n'est pas un argument ; une recherche réelle de référence doit avoir été effectuée, être formellement documentée).
En 2019, une « Convention de la droite » est organisée, notamment à l’initiative de Marion Maréchal, pour unir les différentes formations classées à droite et à l’extrême droite de l’échiquier politique. Dans la continuité de cette stratégie, Éric Zemmour crée le parti Reconquête, dont l'ambition est de réaliser l'union des droites en rassemblant extrême droite et droite républicaine derrière sa candidature à l'élection présidentielle de 2022,,,,.
Le 10 avril 2022, au premier tour de l'élection présidentielle, Éric Zemmour obtient le score de 7,07 % des suffrages exprimés. Il appelle alors ses électeurs à voter pour Marine Le Pen au second tour. Le 24 avril, au soir du second tour de l'élection présidentielle, il prononce un discours devant ses sympathisants expliquant : « C'est la huitième fois que la défaite frappe le nom de Le Pen. Je voyais cette défaite venir depuis des années et ce n'est pas de gaieté de cœur que je l'annonçais. »
Cette prise de position entraine une réaction ferme du Rassemblement national, par la voix de Louis Aliot, dès le 26 avril : « Éric Zemmour doit dégonfler sa tête », ajoutant qu'il « ne voit pas comment il pourrait y avoir une alliance avec Reconquête » aux législatives.
De son côté, dans un communiqué du 25 avril, Reconquête continue de souhaiter « un accord aux élections législatives pour bâtir l’union nationale des électeurs patriotes et ne pas laisser les pleins pouvoirs à Emmanuel Macron et Jean-Luc Mélenchon ». Dans ce même communiqué, les vice-présidents exécutifs du parti — Marion Maréchal, Nicolas Bay et Guillaume Peltier — proposent « officiellement et solennellement un rendez-vous avec les responsables du RN mandatés par Marine Le Pen et Jordan Bardella afin d’aboutir le plus rapidement possible à un accord d’intérêt général et de bien commun pour notre patrie ».